# Карнера, Примо
Примо Карнера (итал. Primo Carnera; 26 октября 1906, Секуальс, Италия — 29 июня 1967, Италия) — боксёр-профессионал, первый итальянский чемпион мира в супертяжёлом весе.

## Биография
Родился в 1906 году на севере Италии в городке Секуальс, провинция Порденоне. Поскольку он был первым ребенком в достаточно бедной семье, мать и назвала его Примо. При рождении  вес составлял более девяти килограммов, с раннего детства Примо был заметно выше и тяжелее своих сверстников.
Уже в 12 лет вынужден был уехать на заработки во Францию. Долгое время работал на стройке, а в 17 лет устроился в третьеразрядный цирк, хозяина устраивал здоровенный парень ростом более 190 сантиметров и весом 115 кг. Как позже признавался сам Карнера, он ненавидел цирковой этап своей жизни. Примо чувствовал себя одиноким и глупым, скучал по родному краю. Что касается специфики работы, то долгое время его бросали из одного амплуа в другое. В конечном итоге юноша стал цирковым борцом. Порой за день он боролся с 10-12 противниками, соперничая со всеми желающими.
Однажды его заметил профессиональный боксер Поль Жунвье и познакомил со своим агентом Леоном Сэ. Оборотистый француз, наскоро обучив гиганта основам бокса, стал организовывать Карнере бои. Но Примо еще ничего не умел, а допустить чтобы «звезда» всё время проигрывала Сэ не мог. Поэтому почти все его бои были договорными. Позже в своих мемуарах «Тайна Карнеры» Сэ признался, что подтасовал результаты более 30 его боев.
В 1928—1929 годах Сэ организовал Карнере грандиозные гастроли по всей Европе. Примо дрался в Париже, Бордо, Дьепе, Милане, Берлине, Лондоне и Глазго. Менеджер сделал ставку не на любителей бокса, а на тех, кто хотел посмотреть на аттракцион, и не прогадал. Постепенно Карнера совершенствовал боксерское мастерство и Сэ почувствовал, что пора переходить к завоеванию Мекки мирового бокса — Америки. Свой последний бой в Европе Карнера провел в Лондоне в декабре 1929 года, а уже в январе 1930-го он впервые дрался в Америке. В его послужном списке к тому моменту числились два боя с известным американским тяжеловесом Янгом Стриблингом. Первую встречу он выиграл по причине дисквалификации Стриблинга, а вторую проиграл уже из-за собственной дисквалификации. Вероятно оба результата были подтасованы, Сэ и его подручные делали немалые ставки на тотализаторе.

В Америке Примо начал выступать ещё чаще. За один только 1930 год он провел 26 официальных встреч и 13 демонстрационных, которые мало чем отличались от официальных, и как правило, заканчивались победой Карнеры нокаутом уже в первом раунде. Практически во всех боях Карнера либо дрался со специально подобранными соперниками, либо результат был оговорен заранее. К тому времени Леон Сэ связался с гангстером средней руки Билли Даффи, который, по данным полиции, работал на пивного короля Нью-Йорка Оуни Мэддена. Ходили слухи, что интерес в боях Карнеры имели и другие знаменитые гангстеры: Датч Шульц и даже Аль Капоне.
В 1931 году Карнера провел на тот момент самый серьёзный бой в своей карьере против Джека Шарки, проиграв по очкам в 15 раундах.

В феврале 1933 года произошла трагедия. Карнера встретился с известным тяжеловесом Эрни Шаафом и нокаутировал его в тринадцатом раунде. После боя Шаафу стало совсем плохо и он скончался. Для Карнеры это стало тяжелым моральным испытанием, одновременно открыв дорогу к титульному бою.
29 июня 1933 состоялся второй бой Карнеры со ставшим уже чемпионом мира Джеком Шарки. Физические данные соперников ощутимо различались: у Шарки рост был 183 см, вес — 93 кг, у Карнеры рост — 205 см, вес — 117 кг. В 6-м раунде Шарки пропустил затяжную атаку Карнеры, закончившуюся его коронным правым апперкотом, после которого Джек оказался в нокауте. Позже Шарки говорил, что за несколько секунд до нокаута перед ним предстало странное видение: вместо Карнеры он увидел покойного Шаафа, который был его приятелем. Это вызвало у него замешательство, которым и воспользовался Карнера.
Победа сделала Карнеру знаменитым в родной Италии. Сам Бенито Муссолини принял его в своей резиденции. Правда пробыл чемпионом Карнера меньше года. За это время он успел дважды защитить свой титул против достаточно уважаемых соперников: испанского баска Паолино Ускудуна и американца Томми Лауграна. Однако 14 июня 1934 года безоговорочно проиграл техническим нокаутом в 11-м раунде американцу Максу Бэру и потерял титул.

В 1935 году проиграл Джо Луису, но продолжил выступления на ринге. Однако после четырех поражений подряд в 1936—1937 годах Карнера на время покинул ринг по состоянию здоровья. В январе 1938 года ему удалили почку.
Во время Второй мировой войны Примо вступил в итальянское Сопротивление, но быстро попался и большую часть войны провел в трудовом лагере.
В 1945 году вернулся на ринг, но проиграв три боя из пяти снова ушел, став заниматься профессиональной борьбой.

В 1953 году получил американское гражданство, однако последние годы жил в Италии, в том самом городке Секуальс, откуда уехал в 12 лет. Там он и умер в 1967 году.
Снялся более чем в 20 фильмах. В фильме «Боксёр и леди» снялся вместе со своим соперником Максом Бэром.

## Результаты боёв
| Бой | Дата | Соперник | Судьи | Место боя | Раундов | Результат | Дополнительно |
| --- | ---- | -------- | ----- | --------- | ------- | --------- | ------------- |
|     |      |          |       |           |         |           |               |
| Бой | Дата | Соперник | Судьи | Место боя | Раундов | Результат | Дополнительно |

## Видео
- Primo Carnera, Newsreel Архивная копия от 7 марта 2017 на Wayback Machine
- Primo Carnera vs George Godfrey, 06/23/1930 Архивная копия от 6 марта 2017 на Wayback Machine (англ.)
- Primo Carnera vs Larry Gains, 05/30/1932 Архивная копия от 6 марта 2017 на Wayback Machine (англ.)
- Primo Carnera vs Ernie Schaaf, 02/10/1933 Архивная копия от 6 марта 2017 на Wayback Machine (англ.)
- Primo Carnera vs Jack Sharkey, 06/29/1933 Архивная копия от 7 марта 2017 на Wayback Machine (англ.)
- Primo Carnera vs Tommy Loughran, 03/01/1934 Архивная копия от 14 февраля 2017 на Wayback Machine (англ.)
- Primo Carnera vs Max Baer, 07/14/1934 (недоступная ссылка) (англ.)
- Primo Carnera vs Joe Louis, 06/25/1935 Архивная копия от 14 февраля 2017 на Wayback Machine (англ.)